# 11229 Брукебоверс
11229 Брукебоверс (11229 Brookebowers) — астероїд головного поясу, відкритий 10 травня 1999 року.
Тіссеранів параметр щодо Юпітера — 3,618.